# Ириб
Ириб (авар. Гӏириб) — село в центре Чародинского района Республики Дагестан, является административным центром муниципального образования Сельсовет «Ирибский».

## История

### Вольное общество
Ириб, в прошлом столица Тленсерухского вольного общества — государственного образования из 13 сёл, сегодня является политическим центром общества Тленсерух.
В годы Кавказской войны жители села приняли активное участие в деятельности трёх имамов.

### Мухаджиры из Южного Дагестана
В 1844 году Ириб стал резиденцией наместника Шамиля (мудира) в Южном Аваристане Даниял-бека Илисуйского. Здесь тогда жили лезгино-цахурские мухаджиры, которые совершая набеги на Грузию и другие места, в казну Имамата приносили самые большие доходы.  Почти одновременно здесь было построено сильное укрепление и размещён крупный воинский гарнизон, который по признаниям современников составлял «лучшее войско Шамиля».
После поражения Шамиля и до 1928 года — административный центр Тленсерухского участка в составе Гунибского округа Дагестана.

## Население
| 1869  | 1888  | 1895  | 1926 | 1939 | 1970 | 1989 |
| ----- | ----- | ----- | ---- | ---- | ---- | ---- |
| 458   | ↗569  | ↘555  | ↘460 | ↗526 | ↗774 | ↘718 |
| 2002  | 2010  | 2021  |      |      |      |      |
| ↗1099 | ↗1106 | ↗1271 |      |      |      |      |

Население — около 210 хозяйств (вместе с кутаном в Тарумовском районе), моноэтническое аварское село.
Ирибцы в Дагестане проживают, большей частью в Махачкале — более 300 хозяйств.

## География
Аул Ириб расположен в горном ущелье, на левом берегу реки Тленсерух (один из притоков Кара-Койсу), у слияния её с речкой Дарган. Река Дарган делит село пополам.
Высота над уровнем мирового океана — 1648 метров.
Село расположено в 190 км к юго-западу от Махачкалы и в 10 км от районного центра — села Цуриб.
Ближайшие населённые пункты: на севере — сёла Хинуб и Мукрух, на западе — село Рульдаб, на юге — село Нукуш.

## Этимология
Существует несколько версий происхождения названия села. В литературе по топономии Аварии приводится версия: название села произошло от слова «гӏор», что на аварском означает «река», то есть у реки. Вторая версия исходит от слова гӏири. С кесерского диалекта аварского языка это слово переводится как надгробная плита, которую, если верить местным преданиям, добывали в месте, где расположено село.

## История
Село Ириб имеет богатую и древнюю историю, уходящую своими корнями в период Сасанидской империи. Для укрепления границ своего государства, её правители возвели в горах Кавказа целый ряд укреплений, среди которых был и Ириб. Арабские источники говорят об этом следующее: 

Ануширван основал города Шабиран, Керкера и Баб ул-Абваб. А Абваб — это 360 замков и укреплений в горных ущельях.— Ибн Хордадбех. Книга путей и стран.
Сохранившиеся в ауле старинные могильники, четыре крепостные, сторожевые, сигнальные и оборонительные башни с подземными сообщениями, также говорят о древности поселения.
В дошамилёвский период Ириб был столицей Тленсерухского вольного общества, территория которой охватывала большую часть современного Чародинского района.
Вплоть до вхождения в Северо-Кавказский имамат здесь действовали свои писанные законы. Так, если одно село нападет на другое, то с него взыскивались 30 овец. С человека, укравшего с пастбища что-либо, независимо от целей — 5 овец и возвращение украденного. С человека, присвоившего себе что-либо с горы Гочота (земли Кессера в долине реки Самур)) — будь то скот или что-нибудь другое — возвращение присвоенного и штраф — 50 овец. За разжигание вражды предусматривался штраф в размере 100 овец. За отрезание хвоста у коня, кобылы или мула — 10 овец хозяину животного, 1 бык вольному обществу. То есть основным видом наказания был штраф, который применялся с целью компенсации причиненного ущерба и дальнейшего недопущения правонарушения.
В конце XVII века ирибцы приняли участие в освобождении Белокан от грузин.
В начале XVIII века Казикумухский хан Сурхай, проводивший политику экспансии на запад, вторгся в Тленсерухское общество. Захватив аул Рис-ор, жители которого бежали в крепость Ириб, Сурхай решил овладеть столицей Тленсерухского общества. Однако на перевале между селом Косрода и местечком Маълиб, принадлежащим селу Ириб, он был разбит и вынужден уйти в свои владения.
В XVIII веке ирибцы, возглавляемые горским предводителем Хамдалатом, участвуют в разгроме Надир-шаха в Андалале. В эпической песне о разгроме Надир-шаха говорится:

Когда очень туго андалалцам пришлось,

Хамдалат ушёл за подмогой в сторону Бис-ор

Попросить помощи из общества Тленсер,

А Муртазаали в сторону Хунзаха ушёл,

Чтобы привести в Хициб хунзахскую рать.
Из этих строк видно, насколько тяжела была ситуация, если такие воины, как Хамдалат и Муртазали, должны были покинуть поле битвы и идти за помощью. К пятому дню сражения персидские войска перешли реку Цамтиор, и отогнали андалалцев к их центру — аулу Согратль. В тот же день пришла подмога из Тленсеруха и Хунзаха, после чего, спустя некоторое время, аварцы вынудили персов бежать.

### Кавказская война
В период Кавказской войны жители села воевали на стороне имама Шамиля, Ириб стал центром Тленсерухского наибства, а также всего южного Аваристана. В 1844 году в аул прибыл наиб Шамиля, последний правитель Илисуйского султаната Даниял-бек, который основал здесь свою резиденцию.
В том же году главным инженером при Шамиле Юсуф-Хаджи Сафаровым в Ирибе была построена крепость. В ирибской крепости располагался крупный военный гарнизон из 550 воинов, собранных со всего Тленсеруха. Из них 300 были конные и 250 пешие.
За счет средств Даниял-бека, в селе была построена мечеть. Аул Ириб, во время войны, действительно был неприступным укрепленным пунктом, захватить аул российским войскам так и не удалось. По этому поводу различные авторы пишут:

Пути наступления с лезгинской линии (долины Алазани) и из южного Дагестана преграждались укрепленным аулом Ириб или Ири на Кара-Койсу, в котором находились 9 орудий и большие запасы провианта и пороха.— Вейденбаум Е. Путеводитель по Кавказу. Тифлис. 1888 г. с. 197

Ириб действительно есть неприступное место для враждующих против него. Его укрепление, строенное Шамилем, значительно по отношению к окружающей его местности, всюду представляющей собой укрепление.— Иоселиани Т. Путевые записки по Дагестану. Тифлис. 1861 г.
Кроме того, из Ириба приходил самый большой доход в казну Имамата. Так, согласно записям Гаджи-Али, секретаря Шамиля, который вел учёт за всеми его приходами и расходами,

Самые большие доходы Шамиля были со стороны Ириба и Уллукале, где жили мухаджиры (ахтынские и кюринские лезгины). Откуда они делали набеги на Грузию, Акушу и другие места и из добыч своих пятую часть уделяли Шамилю.— Чохский Гаджи-Али. Сказание очевидца о Шамиле. 1873 г.
Генерал царской армии и военный историк Р. А. Фадеев в своем труде «Шестьдесят лет Кавказской войны» называет Ириб «главным пунктом всего Дагестана», что весьма справедливо, учитывая, что по количеству арсенала и оборонительных построек аул занимал одну из лидирующих позиций в Имамате. То же самое отмечал другой русский генерал Бобровский Павел, в работе «История 13-го Лейб-гренадёрского Эриванского Его Величества полка за 250 лет», исследователь Евгений Козубский в своих памятках по Дагестану и некоторые другие авторы.
В июне 1846 года к Ирибу двинулось 10-тысячное русское войско под командованием генерал-лейтенанта князя Аргутинского-Долгорукого, который грозился захватить аул. В свою очередь, Шамиль стянул к Ирибу отряды Даниял-бека и Кибит-Магомы и плотно окружил русское войско. Тогда Аргутинский-Долгорукий решился на отчаянную меру: он штурмом взял главную позицию горцев — вершину Маълиб — и отбросил неприятеля в ущелье. Тем временем горцы заняли все дороги для отступления русского отряда и вынудили последних покинуть местность обходным путём.
В середине 1848 года Шамиль снова обращает внимание на Ириб. Он решил на время поселиться в Ирибе, прислал сюда своих наибов, в том числе Хаджи-Мурата, затем совершил поход на Ахты.
14 августа 1859 года Даниял-бек сдал аулы Ириб и Дусрах генералу Врангелю. Через два дня Лезгинский отряд князя Меликова вступил в Ириб. После разрушения башен, крепости и вывоза хранившихся в нём 4 орудий, запасов пороха, снарядов, пуль и прочих военных запасов и устройства управления Тленсерухским обществом, князь Меликов, забрав с собою семейство и имущество Даниял-бека, покинул село.
Дагестанский историк Булач Гаджиев сообщает о намерении Шамиля перебраться в Ириб, если тот не удержится на Гунибе. Он пишет «Даниял-бек договорился с Шамилем, что, если последний не удержится на Гунибе, то со своим семейством переедет к нему в Ириб, имеющий достаточно вооружения и отменных храбрецов».. Близкий соратник имама Абдурахман Казикумухский, находившийся вместе с Шамилём, сообщает, что по пути следования к Гунибу к ним прибыл карахский наиб Курбанилмухаммед Бацадинский и предложил Шамилю отправиться вместе с ним в Ириб. Сподвижники Шамиля возразили: «Мы не в силах оказать сопротивление врагу в крепости Ириб. Мы должны сопротивляться в Гунибе». Не прислушавшись к совету карахского наиба, Шамиль всё же направился в Гуниб, где вскоре дал свой последний бой.
До окончания Кавказской войны в Ирибе была сосредоточена одна из крупнейших торговых площадок в Дагестане, здесь скрещивались пути, устраивались различные ярмарки. Согласно записям генерала Генштаба Российской армии Глиноецкого, посетившего село в 1860 году,

Ириб, в прежнее время, был одним из наиболее значительных аулов нагорного Дагестана в нём считалось до 120 семейств, и он служил как бы средоточием всей внутренней торговли западного Дагестана; в нём были многочисленные лавки, в которых, по выражению горцев, можно было достать все, что только угодно. Куяда доставляла сюда лучшее своё оружие, Андийцы свои знаменитые бурки, из Аварии привозили сюда тонкие и теплые сукна, вырабатываемые в самых горах и идущие на одежду жителей; наконец, сам Ириб славился седельным производством: его седла считались лучшими во всем Дагестане и даже в Закавказье. Теперь же пропало всякое торговое значение Ириба: вследствие постоянных войн и неразрывных с ними опустошений, упали те незначительные промышленности, которые прежде существовали в горах: так, например, теперь вовсе, кажется, прекратилась выделка знаменитых андийских бурок. Притом же, с падением Шамиля, вся торговля перешла в пункты, где расположены наиболее значительные части наших войск, и горцы отправляются туда для покупки всего им необходимого и для сбыта своих небогатых произведений.
Вследствие того, вместе с упадком торговли в Ирибе, торговые сношения с горцами стали усиливаться в Закаталах, Кумухе и в Темир-Хан-Шуре. Конечно, в прошедшем Ириб более всего обязан своим блестящим положением тому, что в нём имел постоянное своё местопребывание Даниель-Бек, бывший, прежде чем он передался Шамилю, генералом нашей службы. Весьма естественно, что и все потребности Даниель-Бека должны были быть более сложны, чем потребности простых горцев: он имел около себя как бы некоторого рода свой двор и скорее мог называться союзником, чем подвластным Шамиля. Поэтому неудивительно, что резиденция его приобрела некоторое значение в горах и что в ней проявлялись некоторое оживление и торговля. Но теперь, когда прекратилось это значение Ириба, он снова впал в разряд обыкновенных горских аулов, несмотря на то, что в нём имеет своё местопребывание наиб из туземных жителей, в ведении которого находится до 12 смежных аулов.

Ириб в первой половине XX века

— Глиноецкий Е. Из путевых заметок, веденных на Кавказе в 1860 г.

### В составе России
В конце XIX века Тленсерухское наибство было переименовано в участок, в составе Гунибского округа. В 1886 году с селе впервые была проведена перепись населения: население Ириба составило 562 человека. Ириб оставался административным центром участка, вплоть до преобразования его в Чародинский район. Лишение статуса центра, по всей видимости, связано с тем, что в период гражданской войны ирибцы активно поддерживали противников большевизма. Так, ирибцы участвовали во взятии Темир-Хан Шуры, в неудачном походе на Порт-Петровск и в других действиях войск пятого имама. Идеологом и идейным вдохновителем ирибцев был престарелый Осман-дибир Ирибский, который одним из первых поддержал Нажмудина Гоцинского и Узун-Хаджи Салтинского. С приходом коммунистов к власти в ауле, как и по всей Аварии, началось массовое уничтожение исторических и религиозных книг на арабском языке.
В 1940—1960-е годы многие ирибцы, как и другие дагестанцы, переселились из горной местности на равнину.

## Тухумы
- Дарбишал —
- Цӏиркьилал — самый многочисленный тухум в Ирибе.
- Шунилал. — переселились из поселения Кудади, расположенного в 3 км от Ириба.
- Ярагьанал — потомки окружения и родни наиба Ириба и Южной Аварии, мудира имама Шамиля — Даниял-бека, султана Илисуйского. Даниял перешёл на сторону Шамиля в июне 1844 года, и в том же году он и его родственники, окружение и наиболее мужественная часть илисуйцев ушли из сожженного царскими войсками Илису и основались в Ирибе.

## Кварталы
Село делится на старый Ириб и новый Ириб, которые разделены рекой Дарган.
Старая часть села включает в себя следующие кварталы:
- Ас-къватI — с аварского переводится как верхняя улица. Самый старый квартал в селе, основан в 563 году тухумом Паргадан.
- Соли. Квартал был построен в конце XIII столетия тухумом Дарбишевых.
- КӏулекI. Построен в XIV-XVII веках тухумом Шунилал. Один из центральных кварталов села, где находится ирибская мечеть.
- Гванзу-къватI. Квартал построен в XIV-XVII века. Первоначально застраивался тухумом Шунилал. В 1844 году в квартале поселились беженцы из сожженного Илису.
- Гъоркь къватI. В переводе с аварского — нижняя улица. Основан в XVI веке тухумом Циркьилал.
- Щубад. С аварского — на краю. Построен в XVIII веке тухумом Цӏиркъилал.
- Гъунол. Застраивался с XIV по XVII века. Первоначально здесь поселился тухум Шунилал. Вторая волна — Цӏиркъилал.
- Гӏуракь. Первый дом построен в начале второй половины ХХ-го века. Здесь только три жилых дома, остальные строения — административные и общественные здания, построенные в 1960—1980-х годах. Это больница, школа, канцелярия колхоза, почта, клуб, детский сад, здание сельской администрации и десяток гаражей.

Новый Ириб начал застраиваться во второй половине XX века. В него входят кварталы:
- Улукь. Начал застраиваться с середины 1970-х годов. Строятся дома там и теперь.
- Магъилъ. Первые дома построены здесь в конце 1970-х годов. Квартал в основном уже застроен.
- Инхли. Начало его строительству положено в конце 1980-х годов. Наиболее активно застраиваемый квартал.

## Галерея

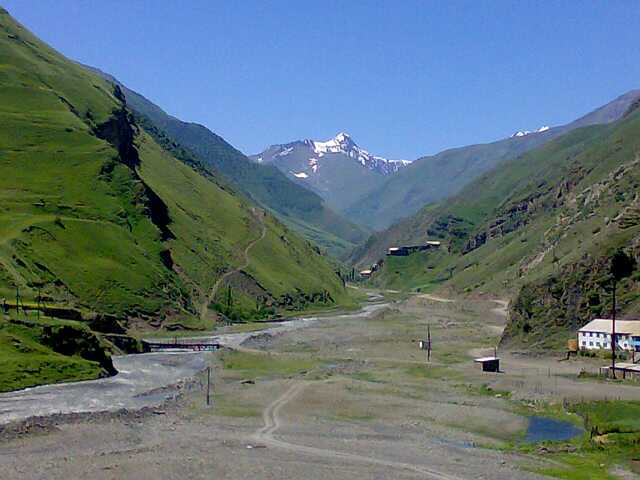
Пейзаж на юге села
Вид со стороны реки Тленсерух
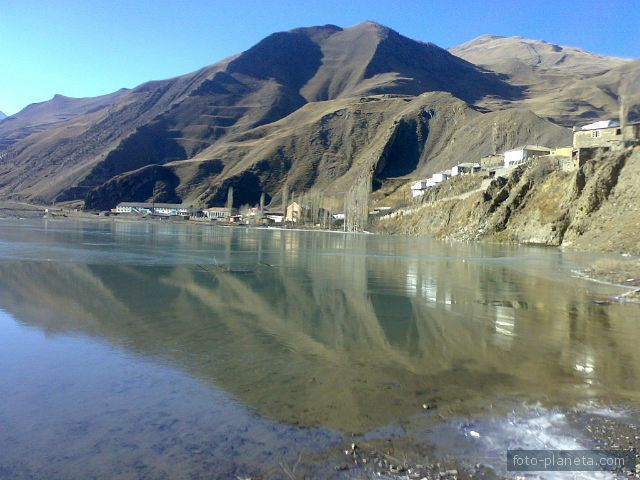
Нижний Ириб
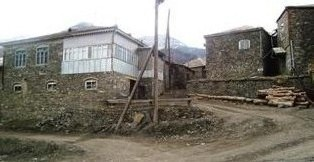
Верхний центр села
Вид на реку Тленсерух со стороны Ириба
Главная улица села
Мечеть в селе Ириб
Ирибская средняя общеобразовательная школа. 1988 г.
Ирибцы на годекане возле мечети. 1988 г.
Вид на село Ириб с северной стороны
Сёла Ириб, Хинуб и Мугрух
Въезд в село Ириб